# Долихокефалия

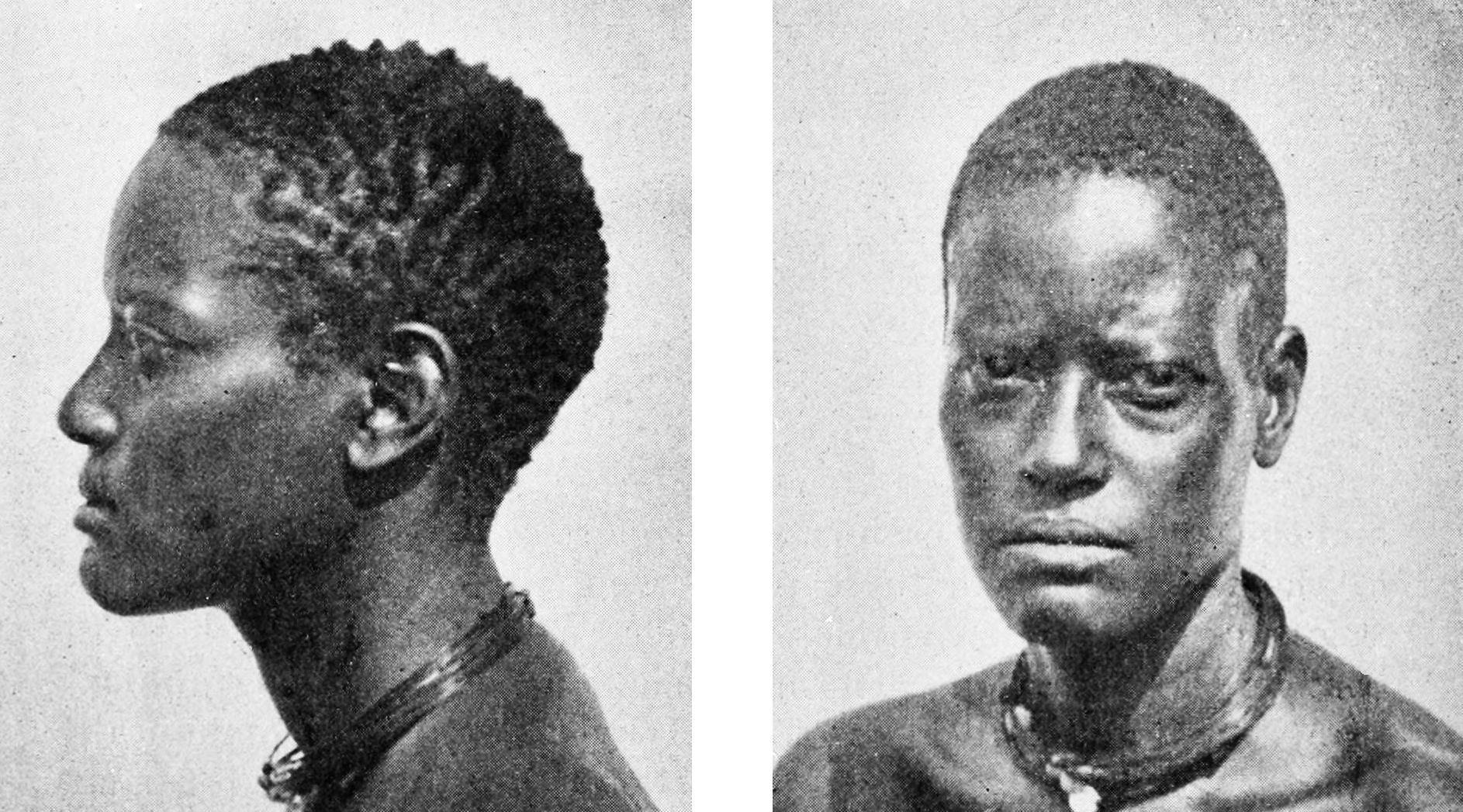
Представитель негроидов (Центральная Африка) с соотношением ширины к длине головы в 70,0 %

Долихокефа́лия (от др.-греч. δολῐχός «длинный» и ϰεφαλή «голова»; также долихоцефалия, узкоголовость, длинноголовость) — относительно длинная и узкая форма головы человека. Характеризуется низкими значениями головного указателя, или продольно-поперечного индекса, выражающего отношение максимального поперечного диаметра к максимальному продольному диаметру головы (для черепного указателя применяется термин «долихокрания»). Методика измерения долихокефалии — кефалометрия, долихокрании — краниометрия. Ширина черепа при долихокефалии составляет 0,75 его длины (головной указатель составляет 75,9 % и ниже, черепной указатель — 74,9 % и ниже).
Помимо долихокефалии выделяют ещё две основные градации головного указателя — мезокефалию (со средними значениями отношения ширины и длины головы) и брахикефалию — (с высокими значениями). Для крайних значений долихокефалии в расоведении используются термины «гипердолихокефалия» — для очень узко- и длинноголовых пропорций с головным указателем в 60,0 — 64,9 %, и «ультрадолихокефалия» — для крайне узко- и длинноголовых пропорций с головным указателем в 55,0 — 59,9 %. Головной указатель, значения которого выше мезокефальных, но ниже долихокефальных, могут называть субдолихокефалией. Иногда также выделяют долихомезокранию, которая в параметрах черепного указателя занимает промежуточное положение между долихокранией и мезокранией.
Как и остальные параметры головного указателя долихокефалия входит в число важнейших антропологических признаков, характеризующих человеческие расы. Долихокефальными являются, в частности, представители атланто-балтийской европеоидной расы, индо-средиземноморской европеоидной расы и веддо-австралоидной расы. Индивида или антропологический тип, для которых характерна долихокефалия, принято называть долихоцефалами (или долихокефалами).
Изменение головного указателя в сторону уменьшения его значений, протекающее в определённый исторический период, называется долихокефализацией. Обратное явление — брахикефализация. В большинстве человеческих популяций процессы брахикефализации преобладают над долихокефализацией. Причины изменения значений головного указателя в ту или иную сторону достоверно неизвестны — ни одна из множества гипотез не является общепризнанной.
С медицинской точки зрения долихокефалия может представлять собой вариант краниостеноза, возникающего в результате преждевременного заращения сагиттального шва черепа в период роста головного мозга. В этом случае она сопровождается неврологической симптоматикой, главным образом признаками внутричерепной гипертензии, и требует лечения.